# Маркенбіннен
Маркенбіннен (нід. Markenbinnen) — село в нідерландській провінції Північна Голландія. Входить до муніципалітету Алкмар.
Його площа становить 1,46 км², а населення станом на 2021 рік складало 325 осіб.
Перша згадка про населений пункт датується 1395 роком.

## Галерея

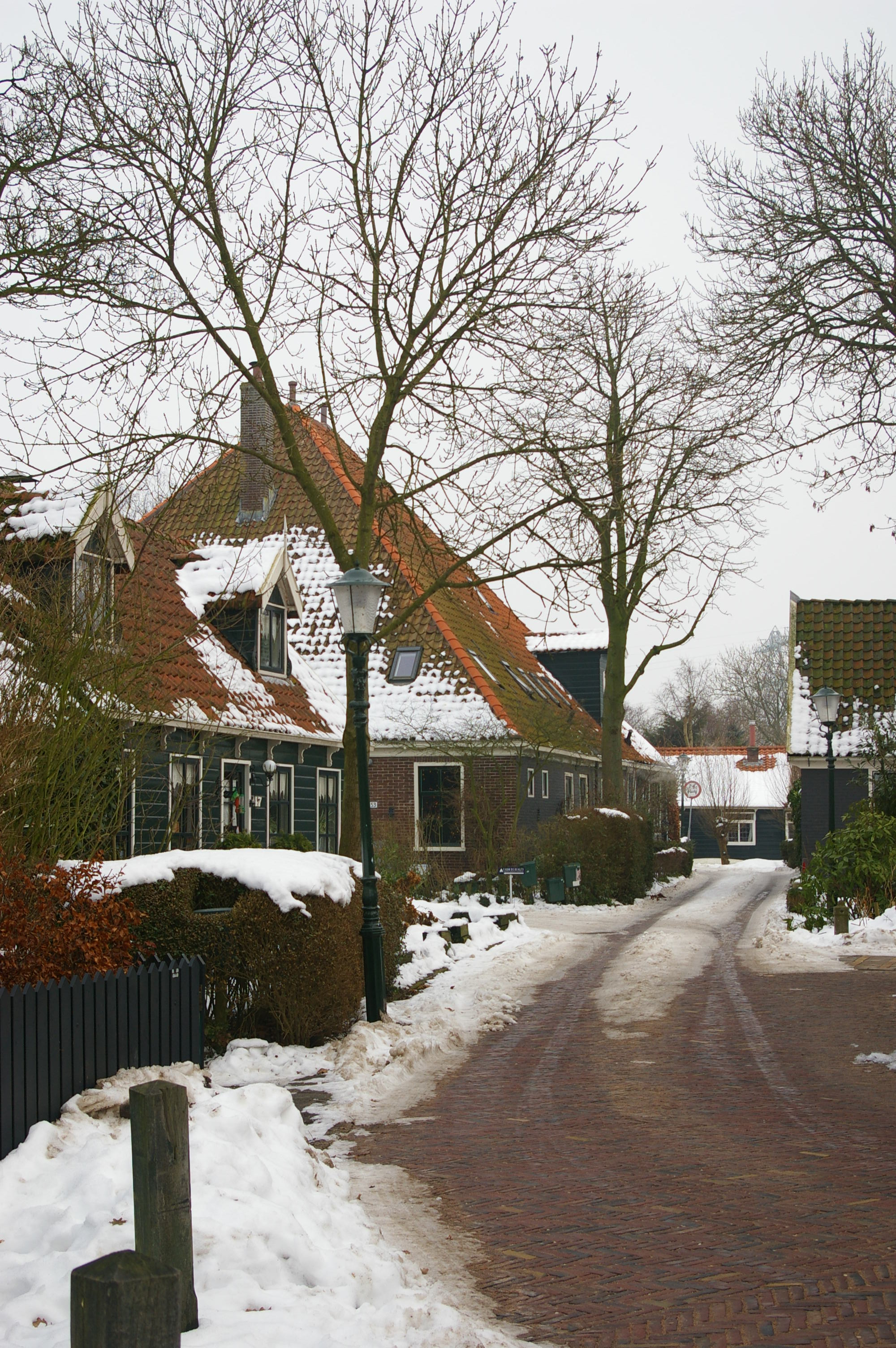
Сільська вулиця взимку
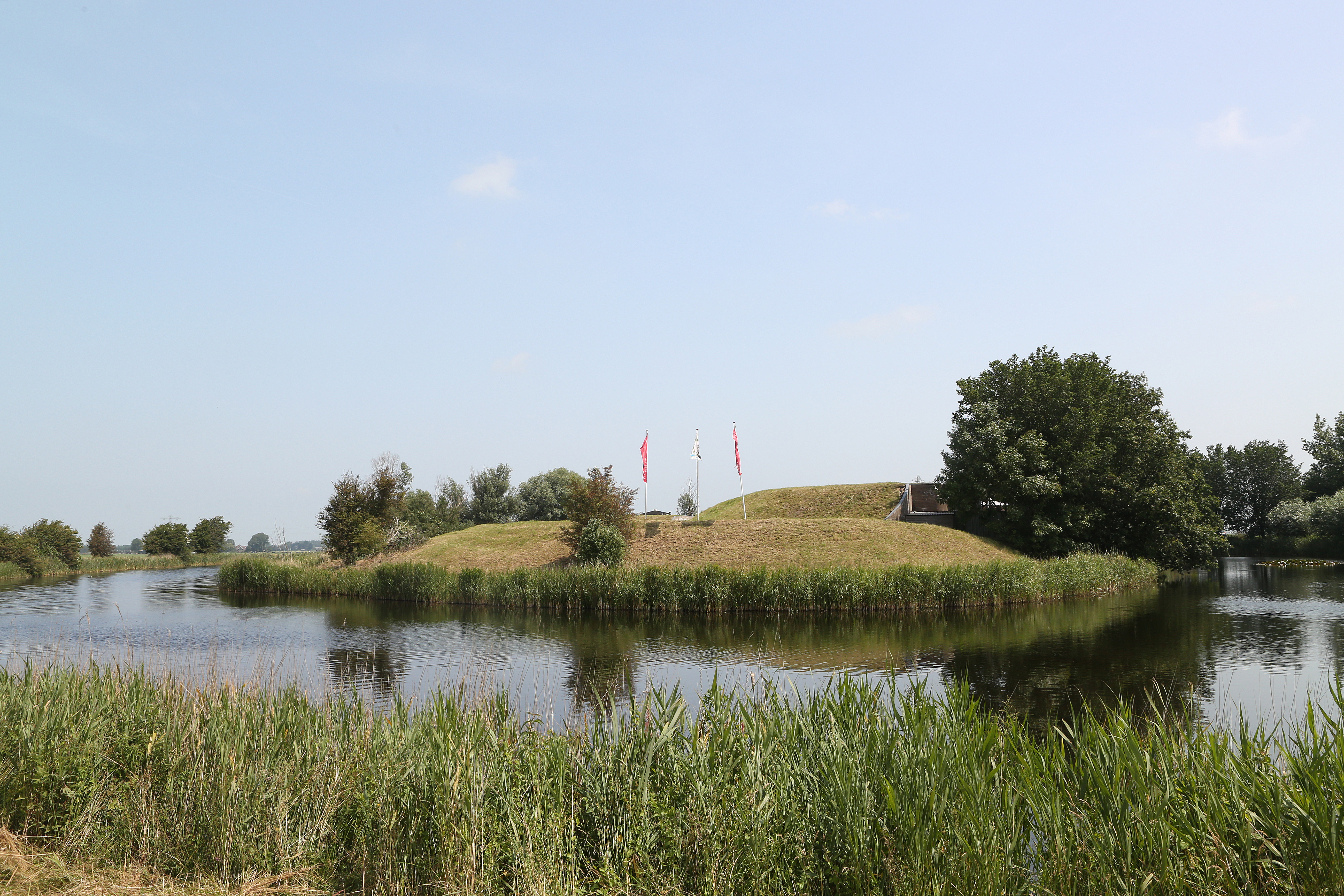
Форт Marken-Binnen
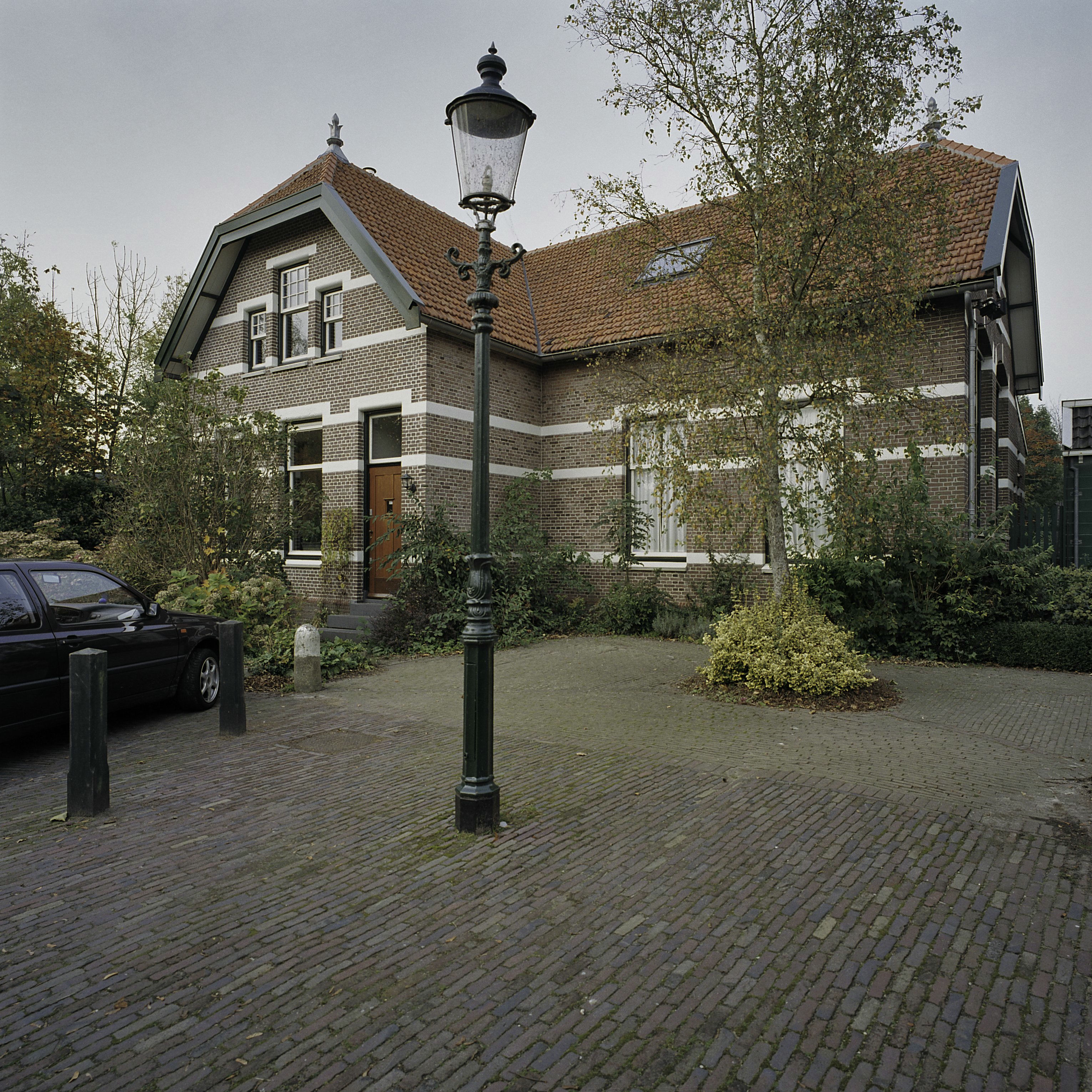
Вчительський будинок